# 蒙蒂拉 (奥德省)
蒙蒂拉（法語：Montirat，法語發音：[mɔ̃tiʁa] ⓘ）是法国奥德省的一个市镇，位于该省中北部，属于卡尔卡松区。

## 地理
蒙蒂拉（43°10'21"N, 2°26'18"E）面积12.67 平方千米，位于法国奧克西塔尼大區奥德省，该省份为法国南部沿海省份，北起塔恩省，西北接上加龙省，西接阿列日省，南至东比利牛斯省，东临地中海，东北与埃罗省接壤。
与蒙蒂拉接壤的市镇（或旧市镇、城区）包括：卡尔卡松、丰蒂耶斯多德、马代库尔、蒙兹、帕拉雅、维勒弗卢尔。
蒙蒂拉的时区为UTC+01:00、UTC+02:00（夏令时）。

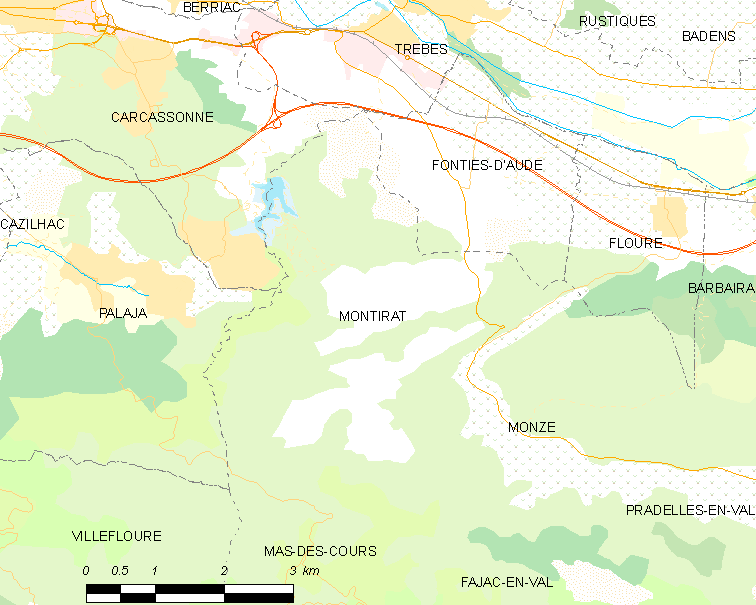
蒙蒂拉的OSM定位图

## 行政
蒙蒂拉的邮政编码为11800，INSEE市镇编码为11248。

## 政治
蒙蒂拉所属的省级选区为亚拉里克山县。

## 交通
奥德省省道D9线和D119线在境内交汇。卡尔卡松公交I线经过境内。

## 人口

1962-2008年间蒙蒂拉人口变化图示

蒙蒂拉于2022年1月1日时的人口数量为67人。